# Type 56
Puška Tip 56 (eng. Type 56) je kineska jurišna puška koja je izvorno nastala kao kopija sovjetskog AK-47, poznatijeg kao Kalašnjikov. Pušku je najprije proizvodila državna Tvornica 66 od 1956. do 1973. godine, a od 1973. pa nadalje proizvodi ju vojna industrija Norinco.
Vizualno, većina Tip 56 se razlikuje od sovjetskih pušaka AK-47 i AKM. Mnoge verzije te puške imaju mogućnost montiranja bajunete na cijev a specijalno za Tip 56 su razvijene tri različita modela bajunete.
U kineskoj Narodno oslobodilačkoj armiji je tijekom 1980-ih godina je model Tip 81 zamijenio Tip 56 kao standardnu pušku kineske vojske. Međutim, industrija Norinco svejedno proizvodi Tip 56 za potrebe izvoza.
Tip 56 je najčešće korišteni derivat AK-47 koji se koristio u ratovima u Aziji, Africi, na Balkanu, Južnoj Americi i drugdje. Nije poznat točan broj proizvedenih komada ove automatske puške te se procjenjuje da je proizvedeno između 10 i 15 milijuna Tip 56 što bi bio ekvivalent jedne petine ukupne svjetske proizvodnje AK-47.

## Povijest
Tip 56 bila je standardna puška kineske vojske od kraja 1950-ih do 1980-ih godina kada je zamijenjena s novijom Tip 81 automatskom puškom. Međutim, Tip 56 i njegova karabinska verzija još uvijek su u uporabi rezervnih jedinica kineske vojske, policiji te pograničnim i carinskim službama. Tijekom razdoblja hladnog rata, Tip 56 se izvozio u komunističke zemlje Trećeg svijeta. U to vrijeme ova puška se koristila u sukobima na Bliskom istoku, u jugoistočnoj Aziji te u Africi.
Budući da je Kina podržavala Demokratsku Republiku Vijetnam, Tip 56 su koristile snage Sjevernog Vijetnama i gerila Viet Konga tijekom Vijetnamskog rata. Tako su vijetnamski vojnici više koristili kinesku kopiju nego AK-47 i AKM sovjetske proizvodnje. Kada je tijekom 1970-ih došlo do zahlađenja odnosa između Sjevernog Vijetnama i Kine, vijetnamska vojska je u vlastitom arsenalu imala veliku količinu Tip 56 pušaka koja se koristila i tijekom kinesko-vijetnamskog rata.
Za vrijeme afganistansko-sovjetskog rata američka obavještajna agencija CIA je tijekom 1980-ih godina naoružavala mudžahedine s kineskim Tip 56 puškama. U Afganistanu je uporaba Tip 56 nastavljena i tijekom 21. stoljeća kao standardna puška talibana koji su 1996. godine zauzeli glavni grad Kabul. S druge strane, Afganistanska sjeverna alijansa je koristila puške AKM i AK-74 isključivo ruske proizvodnje. Nakon što su američke vojne snage svrgnule talibane 2001. godine, kineski Tip 56 počela je koristiti Afganistanska nacionalna vojska zajedno s ruskim AKM i AK-74.
Automatsku pušku Tip 56 upotrebljavale su i iranske vojne snage tijekom iransko-iračkog rata tijekom 1980-ih kada je Iran od Kine kupio veliku količinu kineskih kopija Kalašnjikova za potrebe rata protiv susjednog Iraka. Tijekom tog rata Irak je također kupio tu pušku od Kine, ali u maloj količini jer je iračka vojska bila naoružana uglavnom s oružjem sovjetskog podrijetla.
Sredinom 1980-ih Šri Lanka je započela s povlačenjem pušaka L1A1 (britanska kopija FN FAL-a) i HK G3 te uvođenjem kineskog Tip 56.
Završetkom hladnog rata Tip 56 je korišten u mnogim ratovima, primjerice na području bivše SFRJ. Ta puška se koristila u Domovinskom ratu i Ratu u Bosni, dok ga je tijekom Rata na Kosovu koristila Oslobodilačka vojska Kosova (OVK). Tip 56 je Kosovo dobilo od Albanije koja je pak tu pušku dobila u sklopu kineske podrške tijekom hladnog rata.
U novije vrijeme, Tip 56 je koristio pokret Janjaweed u sudanskoj regiji Darfur jer je pušku proizvodila lokalna industrija MAZ na temelju licence. Također, puška je viđena i u rukama vojnika vojnog krila Hamasa - "Izz ad-Din al-Qassam", na području Palestine. Oružje je najvjerojatnije dostavljeno iz Irana koji pruža otvorenu podršku Hamasu te je veliki potrošač kineskog oružja.
S druge strane, Tip 56 i njegovi derivati se često koriste u SAD-u i Velikoj Britaniji prilikom snimanja filmova i televizijskih serija, gdje predstavljaju AK-47 zbog rijetkosti tog sovjetskog oružja. Također, na kineskim puškama su napravljene i vizualne promjene kako bi oružje bilo što sličnije sovjetskom originalu. Tip 56 je dostupan i na američkom civilnom tržištu.

## Razlike i sličnosti Tip 56 s AK-47 i AKM
- cijev Tip 56 je slična onoj iz AK-47 te je teža od AKM.
- Tip 56 ima sklopivu bajunetu dok AK-47 i AKM koriste odvojivu bajunetu. Posebno za Tip 56 su napravljene tri različita modela bajunete a sama puška je jedina iz AK obitelji koja koristi šiljaste bajunete.
- kao i AK-47, i kineski primjerak ima max. učinkoviti domet od 800 metara dok je kod AKM-a 1.000 metara.
- cijevi Tip 56 i AKM-a su montirane metodom pritiska cijevi u tijelo puške za razliku od AK-47 čija cijev je montirana pomoću navoja.

## Inačice Tip 56
- Tip 56: osnovni model predstavljen 1956. godine. Riječ je o kineskoj kopiji sovjetskog AK-47 s fiksnim drvenim kundakom te pričvršćenom šiljastom bajunetom. Počevši od sredine 1960-ih, tijela puške su imala tvorničku oznaku, kopirajući tako poboljšanu i jeftiniju sovjetsku proizvodnju AKM-a dok je fiksirana bajuneta postala opcija. Ovaj model je danas u vojnoj rezervi te ga koristi lokalna kineska policija.
- Tip 56-I: kopija modela AKS-47 sa sklopivim čeličnim kundakom dok je bajuneta uklonjena. Kao i kod prvotnog modela i kod ove inačice su se proizvodila tijela puške s tvorničkim oznakama čime je Tip 56-I postao ekvivalent ruskom AKM-u.
- Tip 56-II: poboljšana inačica predstavljena 1980. godine s kundakom sklopivim u stranu. Ova inačica je namijenjena izvozu.
- Tip 56C (QBZ-56C): ovaj model sa skraćenom cijevi je predstavljen 1991. godine za domaće i strano tržište. Razvoj QBZ-56C je započeo 1988. godine ubrzo nakon što je shvaćeno da se automatska puška Tip 81 teško može skratiti. Ova inačica je u Kini predstavljena kao skraćena karabinska verzija Tip 56-II. Dužina cijevi je svedena na 280 mm dok je ukupna dužina puške iznosila 764 mm  (557 mm sa sklopljenim kundakom). QBZ-56C je težak svega 2,85 kg te ima učinkoviti domet od 300 m. Ovaj karabin je u uporabi ratne mornarice i specijalnih snaga Kineske narodnooslobodilačke vojske, dok je u limitiranoj količini u uporabi rezervnih snaga kineske vojske i policije stacionirane na Tibetu jer zbog razrijeđenog zraka vojnici nemogu nositi teško naoružanje sa sobom. S ciljem smanjenja ukupne mase s QBZ-56C je uklonjena bajuneta dok je uz postojeći okvir od 30 metaka, izrađen i okvir manjeg kapaciteta s 20 metaka.[2]
- Tip 56S ili Tip 56 Sporter: civilna inačica koja ima samo pojedinačni mod paljbe.[3]
- Tip 84S: civilna inačica Tip 56 puške koja koristi streljivo kalibra 5.56x45mm NATO.

### KL-7.62
Iranski državni vojni konglomerat Defense Industries Organization (DIO) trenutno proizvodi automatske puške koje su kopije kineskog Tip 56 sa streljivom kalibra 7.62x39mm, za potrebe iranskih oružanih snaga pod oznakom KL-7.62. Riječ je o pušci koja se ne proizvodi na temelju licence nego je proizvedena na temelju reverznog inženjeringa. Takav način proizvodnje je moguć jer je Iran nabavio Tip 56 od Kine tijekom iransko-iračkog rata.
KL-7.62 se ne razlikuje od Tip 56, ali je u posljednjih nekoliko godina vojni konglomerat DIO izvršio neka poboljšanja u odnosu na originalni dizajn kineske puške. Primjerice, dodani su plastični kundak i rukohvat (umjesto dotadašnjih drvenih).

### Tip 56 karabin
Tip 56 karabin je karabinska verzija sovjetskog modela SKS ali dizajnerski se potpuno razlikuje od originala.

### Korisnici
- NR Kina[1]
- Afganistan[5]
- Albanija: koriste se Tip 56 i slične kopije.[6]
- Armenija: armenska vojska.[7]
- Bangladeš: koristi ga specijalna jedinica ratne mornarice Bangladeša, a licencno ga proizvodi tvrtka Bangladesh Ordnance Factories.[8]
- Benin[9]
- Bolivija
- Bosna i Hercegovina[10]
- Irak[11]
- Iran
- Južni Sudan: oružje koristi milicija plemena Murle kojeg u južnosudanskim pobunjeničkim oružanim sukobima predvodi David Yau Yau.[12] Praćenjem oznaka primjećeno je i drugo kinesko oružje i streljivo.[12]
- Kambodža[13]
- Laos[6]
- Malta[6]
- Pakistan[6]
- Sirija: oružje je viđeno kod sirijske vojske[14] te vojnika Slobodne sirijske vojske.[15]
- Sjeverna Koreja[6]
- Sudan: tvrtka MAZ proizvodi Tip 56 na temelju licence.[16]
- Šri Lanka[6]
- Vijetnam: pušku je koristio Viet Kong tijekom Vijetnamskog rata, a kasnije je zamijenjena sa sovjetskim AKM-om.[1]

## Vanjske poveznice
- Sino Defence
- World.guns.ru  Arhivirana inačica izvorne stranice od 6. travnja 2005. (Wayback Machine)
- Norinco Tip 56